# Jean Carlos Sánchez
Jean Carlos Sánchez Rose (ur. 13 sierpnia 1999) – panamski piłkarz występujący na pozycji środkowego obrońcy, reprezentant Panamy, od 2025 roku zawodnik kostarykańskiego Puntarenas.